# Jaszczurnik rafowy
Jaszczurnik rafowy (Synodus variegatus) – gatunek morskiej ryby promieniopłetwej z rodziny jaszczurnikowatych, zamieszkującej ciepłe, w większości płytkie, przybrzeżny wody Pacyfiku i Oceanu Indyjskiego oraz w Morzu Czerwonym. Jaszczurnik żyje na głębokości 4–90 m, zazwyczaj w pobliżu raf koralowych. Ma podłużne ciało, dużą, lekko spłaszczoną grzbieto-brzusznie głowę. Ubarwienie zmienne, dominuje kolor zielony i czerwony. Ryba żywi się skorupiakami oraz innymi, mniejszymi rybami. Jaszczurnik poluje z zasadzki, dzięki maskującemu ubarwieniu jest prawie niewidoczny, kiedy czatuje nieruchomo na dnie lub zagrzebuje się w piasku, wypatrując ofiar.